# 神崎恵
神崎 恵（かんざき めぐみ、1975年12月13日 - ）は、神奈川県出身のタレント。パールダッシュ所属。

## 来歴
相模女子大学中学部・高等部卒業。
1993年、第2回ヤングジャンプ「全国女子高生制服コレクション」グランプリ受賞。ビッグアップルに所属し、テレビ・グラビア・映画に出演。
2020年10月7日から放送されたテレビドラマ『だから私はメイクする』（テレビ東京）に、熊谷すみれ役で主演、24年ぶりに女優復帰した。
美容師免許は取得していない。

### 人物
2000年3月4日、プロサッカー選手の遠藤彰弘と結婚。2児の息子をもうけたが、2010年3月に離婚。子供達の親権は神崎が持つ。
2014年9月3日、ヘアメイクの河北裕介と再婚。雑誌『MAQUIA』での対談をきっかけに同年7月から交際していたという。2015年5月12日に第3子となる男児を出産したが、2022年12月31日に離婚を発表した。

## 出演

### テレビドラマ
- 女子高生!キケンなアルバイト（1991年9月10日 - 24日、TBS）
- 恐怖劇場'92「HOUSE ハウス」（1992年8月16日、テレビ東京）
- 白鳥麗子でございます!（1993年1月14日 - 2月11日、フジテレビ） - 二階堂葵 役
- ひとつ屋根の下 第1話 - 第3話（1993年4月12日 - 26日、フジテレビ） - 高橋由佳里 役
- チャンス! 最終話（1993年6月30日、フジテレビ）
- スキャンダル（1993年、フジテレビ）
- お願いデーモン!（1993年11月27日 - 12月25日、フジテレビ）
- 新空港物語 第5話（1994年2月10日、テレビ朝日） - 新道みゆき 役
- この世の果て 最終話（1994年3月28日、フジテレビ） - 田川マキ 役
- 17才-at seventeen-（1994年、フジテレビ）
- 青春の影 第2話（1994年7月11日、テレビ朝日）
- 月曜ドラマスペシャル 浅見光彦シリーズ2「天城峠殺人事件」（1994年11月7日、TBS）
- オ・ト・ナにして〜コンプレックス・ブルー（1995年、テレビ朝日）
- 最高の恋人（1995年4月17日 - 6月26日、テレビ朝日） - 村越尚子 役
- 付き馬屋おえん事件帳 第3シリーズ 第3話「吉原水鏡、涙のおいらん道中」（1995年4月24日、テレビ東京） - 小花 役
- ようこそ夢クラ（1996年2月7日 - 28日、日本テレビ）
- 浅見光彦シリーズ6「小樽殺人事件」（1996年4月1日、TBS） - 高島一美 役
- ドラマ新銀河 レイコの歯医者さん（1996年、NHK総合）
- 新・部長刑事 アーバンポリス24（1996年11月9日、ABCテレビ）
- 土曜ワイド劇場 殺人容疑者の妻!（2001年6月23日、テレビ朝日） - 佐々木恵 役
- だから私はメイクする（2020年10月8日 - 11月12日、テレビ東京） - 主演・熊谷すみれ役[2]

### 情報バラエティ
- 王様のブランチ（TBS　1996年4月 - 1996年6月）
- はなきんデータランド（テレビ朝日）
- 白熱ライブ　ビビット(TBS）
- プロフェッショナル 仕事の流儀（NHK総合、2020年4月14日）

### 映画・Vシネマ
- 横浜ばっくれ隊・純情ゴロマキ死闘篇（1995年） - 愛子 役
- 湘南純愛組!5 鬼爆よ永遠に （1995年）
- 首都高速トライアルMAX（1996年） - 式場の妹 役
- 仁義11 北陸極道狩り（日本映像＝徳間ジャパンコミュニケーション、1997年4月4日リリース）
- 六本木フェイク（1997年） - 田野真由子 役
- DOG TAG（1997年）
- なにわ梁山泊 （1997年）

### WEB番組
- 神崎恵の人生を変えるプロ級100メソッド（ABEMA、2022年4月24日 - 6月12日）

### CM
- 日総工産
- 日本生命
- 江崎グリコ「キスミント」
- 森永製菓「サンキスト」
- アデランス「ライヴ・ニュー」（1993年）

### CD
- 愛の保健室（1993年10月21日、ホンジャマカ + 神崎恵、FLDF-10260）

1. シーン#1 「ちょっと行ってくる」
2. 愛の保健室
作詞・作曲：水野有平、編曲：竜崎孝路、唄：恵俊彰 + 神崎恵
3. シーン#2 「今 開けます」
4. パパとママのいない日曜日
作詞・作曲：水野有平、編曲：竜崎孝路、唄：石塚英彦 + 神崎恵
5. 愛の保健室（オリジナル・カラオケ）
6. パパとママのいない日曜日（オリジナル・カラオケ）

## 出版

### 著書
- 『神崎恵の3分からはじめる大人のアイメイク』（2010年11月17日、主婦の友社）ISBN 978-4072752920
- 『一瞬で美人の秘密が手に入る メイクの魔法』（2011年6月23日、中経出版）ISBN 978-4806140795
- 『美人肌の心得』（2012年1月14日、大和出版）ISBN 978-4804704500
- 『世界一Happyで美人になれる魔法のおしゃれレッスン』（2012年5月19日、PHP研究所）ISBN 978-4569805009
- 『大人のキレイを引き出す「肌★着替え」メイク』（2012年11月13日、講談社）ISBN 978-4062179720
- 『読むだけで思わず二度見される美人になれる』（2013年1月30日、中経出版）ISBN 978-4806146223
- 『「本気で美人」になれる12倍魔法の鏡』（2013年8月7日、小学館）ISBN 978-4099416171
- 『会うたびに「あれっ、また可愛くなった?」と言わせる』（2013年8月31日、中経出版）ISBN 978-4806148753
- 『すれ違いざまに恋に落とす』（2013年11月28日、中経出版）ISBN 978-4046000781
- 『いるだけでどうしようもなく心を奪う女になる』（2014年2月1日、大和書房）ISBN 978-4479782742
- 『「あのコの可愛さは普通じゃない」と噂される女になる』（2014年4月21日、宝島社）ISBN 978-4800214263
- 『妬ましいほどすべてを手に入れている美人を分解したらこんな要素で出来ていた』（2014年9月17日、ポニーキャニオン）ISBN 978-4865290790
- 『今まで私が出会ってきた美人たちから盗んだ絶対美人に見える秘密のワザ』（2014年9月17日、ポニーキャニオン）ISBN 978-4865290806
- 『読むたびに可愛くなれる 最強の恋に落ちる魔法の言葉』（2014年9月19日、朝日新聞出版）ISBN 978-4022511362
- 『Kanzaki Megumi 2015 Schedule Book』（2014年9月20日、永岡書店）ISBN 978-4522610121
- 『一瞬で美人の秘密が手に入る メイクの魔法(中経の文庫)』（2014年12月11日、KADOKAWA）ISBN 978-4046003294
- 『なぞるだけでずるいくらいの美人になれる眉テンプレート』（2014年12月19日、小学館）ISBN 978-4099420062
- 『神崎恵のPrivate Beauty Book』（2015年8月5日、大和書房）ISBN 978-4479783138
- 『読むだけで思わず二度見される美人になれる(中経の文庫)』（2015年12月11日、KADOKAWA）ISBN 978-4046014610
- 『大人なのに可愛い理由』（2016年1月30日、KADOKAWA）ISBN 978-4046009562
- 『MAKE ME HAPPY vol.1』（2016年4月8日、扶桑社）ISBN 978-4594610739
- 『「日常」をドラマティックにする方法』（2016年8月26日、宝島社）ISBN 978-4800258175
- 『一読むたびに可愛くなれる 最強の恋に落ちる魔法の言葉(扶桑社文庫)』（2016年9月18日、扶桑社）ISBN 978-4594075576
- 『MAKE ME HAPPY vol.2』（2016年10月11日、扶桑社）ISBN 978-4594611156
- 『MEG TRIP in Hawaii』（2017年3月13日、講談社）ISBN 978-4065095454
- 『大人のための美容本~10年後も自分の顔を好きでいるために』（2017年4月22日、大和書房）ISBN 978-4479783824
- 『わたしを幸せにする41のルール』（2018年4月25日、廣済堂出版）ISBN 978-4331521434
- 『あの人がいつも色っぽいワケ ~「なんか気になる女」になる。』（2018年6月35日、大和書房）ISBN 978-4479784265
- 『この世でいちばん美しいのはだれ?』（2019年4月4日、ダイヤモンド社）ISBN 978-4478106983
- 『MEGUMI KANZAKI SCHEDULE BOOK 2020 ピーコック』（2019年9月15日、永岡書店）ISBN 978-4522611432
- 『MEGUMI KANZAKI SCHEDULE BOOK 2020 ピンク』（2019年9月15日、永岡書店）ISBN 978-4522611418
- 『MEGUMI KANZAKI SCHEDULE BOOK 2020 パープル』（2019年9月15日、永岡書店）ISBN 978-4522611425
- 『服が似合う顔が欲しい』（2020年2月27日、大和書房）ISBN 978-4479784814

### 写真集
- noon（1996年1月、近代映画社、撮影：細野晋司）ISBN 978-4764817814
- la hada（1998年10月、ぶんか社、撮影：上野勇）ISBN 978-4821122493